# Wolta (jezioro)

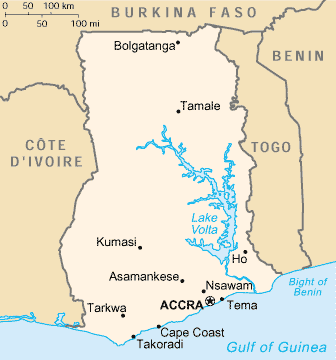
Położenie jeziora na mapie Ghany

Wolta (ang. Lake Volta) – zbiornik zaporowy w Ghanie, jeden z największych sztucznych zbiorników wodnych na świecie. Zajmuje powierzchni prawie 8502 km². Najbardziej wysunięty na północ punkt leży w okolicach miasta Yapei, najbardziej na południe koło zapory Akosombo, 520 km w dół rzeki.
Zapora spiętrza wody rzek Białej Wolty i Czarnej Wolty, które dawniej zbiegały się, tworząc rzekę Wolta, obecnie mierzoną od zapory do Oceanu Atlantyckiego.
Zbiornik Wolta został utworzony w roku 1965 po zbudowaniu zapory Akosombo. Z powodu ukształtowania zbiornika, 78 tysięcy ludzi zostało przesiedlonych do nowych okręgów, wraz z 200 tys. zwierząt domowych.
Na zachodnim brzegu zbiornika położony jest park narodowy Digya.
9 kwietnia 2006 na jeziorze zatonął statek pasażerski ze 120 osobami na pokładzie.